# Hot Streets
Hot Streets je deseti studijski album chichaške rock zasedbe Chicago, ki je izšel leta 1978. Album predstavlja v več pogledih začetek novega obdobja skupine, z njim pa se je skupina usmerila v disco. To je bil prvi studijski album skupine po njihovem drugem, ki ni imel oštevilčenega imena. Prav tako je Hot Streets prvi album Chicaga, pri katerem ni sodeloval originalni kitarist Terry Kath, ki je januarja 1978 umrl po nesreči s pištolo. Zamenjal ga je Donnie Dacus.

## Ozadje
Skupina je od vse od prvega albuma sodelovala s producentom Jamesom Williamom Guercio, po albumu Chicago XI pa so se člani skupine z njim razšli. Večja sprememba za skupino je bila smrt kitarista Terryja Katha januarja 1978, ki se je na zabavi po nesreči ustrelil. Člani skupine so bili šokirani nad njegovo smrtjo in razmišljali o razpustitvi skupine. Kath je bil eden ključnih instrumentalistov, ki je definiral ritem in zvok skupine. Po pomiritvi od šoka, so se člani skupine odločili, da ima skupina še vedno nekaj, kar bi lahko glasbeno ponudila, zato so nadaljevali z delovanjem.
Za koproducenta je skupina poklicala Phila Ramonea, ki je predtem miksal več njihovih albumov. Pred samim snemanjem je skupina šla v proces iskanja novega kitarista. Izbrali so uveljavljenega kitarista Donnieja Dacusa, ki je v skupino prinesel svoj značilen slog. Pred Chicagom je Dacus sodeloval z Rogerjem McGuinnom in Stephenom Stillsom.
Snemanja so, po številnih letih snemanj v Guerciovem studiu Caribou Ranch v Koloradu, potekala spomladi v Miamiju in Los Angelesu. Ob koncu snemanj so člani skupine čutili, da so kljub Kathovi smrti še vedno glasbeno močni. V istem studiu v Miamiju so tačas Bee Gees snemali album Spirits Having Flown. Bratje Gibbs in njihov klaviaturist Blue Weaver so tako sodelovali pri nekaterih skladbah: prispevali so vokale pri skladbi »Little Miss Lovin'«, Weaver pa je prispeval sintetizirana godala pri skladbah »No Tell Lover« in »Show Me the Way«. V zameno je trobilska sekcija Chicaga sodelovala pri snemanju albuma Spirits Having Flown. Med drugimi se jih sliši pri hit singlu »Too Much Heaven«.
Da bi zaznamovali nov začetek skupine, so prelomili s tradicijo oštevilčenih naslovov albumov. Album je bi poimenovan Hot Streets, naslovnica pa vsebuje fotografijo članov skupine in ne le logotip skupine. Zaradi kasnejše tržne raziskave, ki je pokazala, da pričakujejo potrošniki logotip na naslovnici, se je logotip pri naslednjem albumu Chicago 13, vrnil na naslovnico v obliki visoke stavbe.
Album je izšel oktobra 1978, pred njim pa je izšel singel »Alive Again«. Hot Streets je bil uspešen album za skupino, ki je menila, da jih publika brez Katha morda ne bo sprejela. Čeprav je album doživel platinasto naklado in je singel »No Tell Lover« dosegel top 20, je bil Hot Street prvi album skupine, ki ni dosegel top 10. Dosegel je 12. mesto.
Po izdaji albuma Chicago 13 in koncu božične turneje 1979, je Dacus zapustil skupino.
Leta 2003 je bil album remasteriziran in ponovno izdan pri založbi Rhino Records z alternativno verzijo Lammove »Love Was New«, ki jo je odpel Dacus.

## Seznam skladb
| Stran 1 | Stran 1                      | Stran 1                               | Stran 1                 | Stran 1 |
| Št.     | Naslov                       | Pisec                                 | Vokal                   | Dolžina |
| ------- | ---------------------------- | ------------------------------------- | ----------------------- | ------- |
| 1.      | „Alive Again‟                | James Pankow                          | Peter Cetera            | 4:08    |
| 2.      | „The Greatest Love on Earth‟ | Danny Seraphine/David "Hawk" Wolinski | Cetera                  | 3:18    |
| 3.      | „Little Miss Lovin'‟         | Cetera                                | Cetera (feat. Bee Gees) | 4:36    |
| 4.      | „Hot Streets‟                | Robert Lamm                           | Lamm                    | 5:20    |
| 5.      | „Take a Chance‟              | Lee Loughnane/Lawrence "Stash" Wagner | Donnie Dacus            | 4:42    |

| Stran 2 | Stran 2           | Stran 2                         | Stran 2            | Stran 2 |
| Št.     | Naslov            | Pisec                           | Vokal              | Dolžina |
| ------- | ----------------- | ------------------------------- | ------------------ | ------- |
| 6.      | „Gone Long Gone‟  | Cetera                          | Cetera             | 4:00    |
| 7.      | „Ain't It Time‟   | Dacus/Seraphine/Warner Schwebke | Dacus, with Cetera | 4:12    |
| 8.      | „Love Was New‟    | Lamm                            | Lamm               | 3:30    |
| 9.      | „No Tell Lover‟   | Cetera/Loughnane/Seraphine      | Cetera, with Dacus | 4:13    |
| 10.     | „Show Me the Way‟ | Seraphine/Wolinski              | Lamm               | 3:36    |

| Dodatna skladba (Ponovna izdaja 2003) | Dodatna skladba (Ponovna izdaja 2003) | Dodatna skladba (Ponovna izdaja 2003) | Dodatna skladba (Ponovna izdaja 2003) | Dodatna skladba (Ponovna izdaja 2003) |
| Št.                                   | Naslov                                | Pisec                                 | Vokal                                 | Dolžina                               |
| ------------------------------------- | ------------------------------------- | ------------------------------------- | ------------------------------------- | ------------------------------------- |
| 11.                                   | „Love Was New [alternativni vokal]‟   | Lamm                                  | Dacus                                 | 3:32                                  |

## Osebje

### Chicago
- Peter Cetera – bas, glavni vokal, spremljevalni vokal
- Donnie Dacus – kitare, glavni vokal, spremljevalni vokal
- Laudir de Oliveira – tolkala
- Robert Lamm – klaviature, glavni vokal, spremljevalni vokal
- Lee Loughnane – trobenta, spremljevalni vokal, trobilski aranžma (8)
- James Pankow – trombon, trobilski aranžma (1-7, 9-10)
- Walter Parazaider – pihala
- Danny Seraphine – bobni

### Dodatni glasbeniki
- Blue Weaver – sintetizirana godala (9, 10)
- David "Hawk" Wolinski – Fender Rhodes (10)
- Bee Gees – spremljevalni vokal (3)

### Produkcija
- Producenti: Phil Ramone, Chicago
- Pridruženi producent: Carol Peters
- Inženirji: Jim Boyer, Don Gehman, Lee DeCarlo
- Asistenti inženirjev: Peter Lewis, Dave Martone, Kevin Ryan
- Miks: Jim Boyer, Phil Ramone
- Mastering: Ted Jensen
- Fotografija in oblikovanje: Norman Seeff
- Logotip: Nick Fasciano

## Lestvice
Album
| Leto | Lestvica      | Mesto |
| ---- | ------------- | ----- |
| 1978 | Billboard 200 | 12    |

Singli
| Leto | Singel           | Lestvica                     | Mesto |
| ---- | ---------------- | ---------------------------- | ----- |
| 1978 | »Alive Again«    | Billboard Hot 100            | 14    |
| 1979 | »No Tell Lover«  | Billboard Hot 100            | 14    |
| 1979 | »Gone Long Gone« | Billboard Hot 100            | 73    |
| 1979 | »No Tell Lover«  | Billboard Adult Contemporary | 5     |